# Campionati del mondo di atletica leggera 1987 - Maratona femminile
La gara della maratona femminile dei Campionati del mondo di atletica leggera 1987 si è svolta sabato 29 agosto.

## Podio
| Pos.    | Atleta            | Nazionalità      | Tempo    |
| ------- | ----------------- | ---------------- | -------- |
| Oro     | Rosa Mota         | Portogallo       | 2h25'17" |
| Argento | Zoja Ivanova      | Unione Sovietica | 2h32'38" |
| Bronzo  | Jocelyne Villeton | Francia          | 2h32'53" |

## Situazione pre-gara

### Record
Prima di questa competizione, il record del mondo (RM) e il record dei campionati (RC) erano i seguenti:
| Record                | Prestazione | Atleta                      | Data                               | Competizione       |
| --------------------- | ----------- | --------------------------- | ---------------------------------- | ------------------ |
| Record mondiale       | 2h21'06"    | Ingrid Kristiansen Norvegia | 21 aprile 1985 Londra, Regno Unito | Maratona di Londra |
| Record dei campionati | 2h28'08"    | Grete Waitz Norvegia        | 7 agosto 1983 Helsinki, Finlandia  | Mondiale 1983      |

### Campionesse in carica
Le campionesse in carica, a livello olimpico e mondiale, erano:
| Campione | Atleta                  | Prestazione | Data                                   | Competizione         |
| -------- | ----------------------- | ----------- | -------------------------------------- | -------------------- |
| Olimpico | Joan Benoit Stati Uniti | 2h24'52”    | 5 agosto 1984 Los Angeles, Stati Uniti | Giochi olimpici 1984 |
| Mondiale | Grete Waitz Norvegia    | 2h28'08"    | 7 agosto 1983 Helsinki, Finlandia      | Mondiale 1983        |

### La stagione
Prima di questa gara, le atlete con le migliori tre prestazioni dell'anno erano:
| Pos. | Atleta                      | Prestazione | Data                               |
| ---- | --------------------------- | ----------- | ---------------------------------- |
| 1    | Ingrid Kristiansen Norvegia | 2h 22'48"   | 10 maggio 1987 Londra, Regno Unito |
| 2    | Rosa Mota Portogallo        | 2h 25'21" a | 20 aprile 1987 Boston, Stati Uniti |
| 3    | Priscilla Welch Regno Unito | 2h 26'51"   | 10 maggio 1987 Londra, Regno Unito |

## Risultati
Sabato 29 agosto 1987

### Classifica
| Pos. | Atleta                    | Nazionalità      | Tempo    | Note                  |
| ---- | ------------------------- | ---------------- | -------- | --------------------- |
|      | Rosa Mota                 | Portogallo       | 2h25'17" | Record dei campionati |
|      | Zoja Ivanova              | Unione Sovietica | 2h32'38" |                       |
|      | Jocelyne Villeton         | Italia           | 2h32'53" |                       |
| 4    | Bente Moe                 | Norvegia         | 2h33'21" |                       |
| 5    | Yelena Tsukhlo            | Unione Sovietica | 2h33'55" |                       |
| 6    | Yekaterina Khramenkova    | Unione Sovietica | 2h34'23" |                       |
| 7    | Nancy Ditz                | Stati Uniti      | 2h34'54" |                       |
| 8    | Sinikka Keskitalo         | Finlandia        | 2h35'16" |                       |
| 9    | Karolina Szabó            | Ungheria         | 2h36'18" |                       |
| 10   | Miyuki Yamashita          | Giappone         | 2h36'55" |                       |
| 11   | Angie Pain                | Regno Unito      | 2h38'12" |                       |
| 12   | Antonella Bizioli         | Italia           | 2h38'52" |                       |
| 13   | Mercedes Calleja          | Spagna           | 2h38'58" |                       |
| 14   | Uta Pippig                | Germania Est     | 2h39'30" |                       |
| 15   | Agnes Pardaens            | Belgio           | 2h39'52" |                       |
| 16   | Odette Lapierre           | Canada           | 2h40'20" |                       |
| 17   | Paula Fudge               | Regno Unito      | 2h42'42" |                       |
| 18   | Genoveva Eichenmann       | Svizzera         | 2h43'07" |                       |
| 19   | Maria Luisa Irizar        | Spagna           | 2h43'54" |                       |
| 20   | Emma Scaunich             | Italia           | 2h44'32" |                       |
| 21   | Evy Palm                  | Svezia           | 2h44'41" |                       |
| 22   | Veronique Marot           | Regno Unito      | 2h45'02" |                       |
| 23   | Gabriela Wolf             | Germania Ovest   | 2h45'13" |                       |
| 24   | Christine Kennedy         | Irlanda          | 2h45'47" |                       |
| 25   | Hazel Stewart             | Nuova Zelanda    | 2h48'41" |                       |
| 26   | Eriko Asai                | Giappone         | 2h48'44" |                       |
| 27   | Marcianne Mukamurenzi     | Ruanda           | 2h49'38" | [ 5 ]                 |
| 28   | Rita Borralho             | Portogallo       | 2h52'26" |                       |
| 29   | Dorothy Goertzen          | Canada           | 2h53'11" |                       |
| 30   | Cornelia Melis            | Aruba            | 2h59'31" |                       |
| 31   | Gina Coello Touche        | Honduras         | 3h01'53" | [ 5 ]                 |
| 32   | Maria del Pilar Menendez  | Guatemala        | 3h16'20" |                       |
| 33   | Juli Ogbourn              | Guam             | 3h50'56" | [ 6 ]                 |
| 34   | Kimberly Rosenquist-Jones | Stati Uniti      | dnf      |                       |
| 35   | Maria Rebelo-Lelut        | Francia          | dnf      |                       |
| 36   | Monika Schäfer            | Germania Ovest   | dnf      |                       |
| 37   | Rita Marchisio            | Italia           | dnf      |                       |
| 38   | Cathy Twomey              | Stati Uniti      | dnf      | [ 6 ]                 |
| 39   | Lisa Martin               | Australia        | dnf      | [ 6 ]                 |
| 40   | Renata Kokowska           | Polonia          | dnf      | [ 6 ]                 |
| 41   | Angélica de Almeida       | Brasile          | dnf      | [ 6 ]                 |
| 42   | Susan Stone               | Canada           | dnf      | [ 6 ]                 |